# Freundeskreis zur Förderung literarischer und wissenschaftlicher Übersetzungen
Der Freundeskreis zur Förderung literarischer und wissenschaftlicher Übersetzungen ist ein gemeinnütziger eingetragener Verein, der das Ziel hat, die Arbeit von Literaturübersetzern zu fördern. Er vergibt Stipendien an Übersetzer und zeichnet besondere übersetzerische Leistungen aus. 1998 war er Initiator der Baden-Württembergischen Übersetzertage. Finanziert wird der Freundeskreis durch Spenden und öffentliche Zuwendungen.

## Geschichte
Der Freundeskreis wurde am 13. April 1966 in Stuttgart von dem Übersetzer Helmut M. Braem gegründet. 1977–1993 wurde er von Hildegard Grosche geleitet, 1993–2001 von Rosemarie Tietze, 2001–2008 von Ragni Maria Gschwend, 2008–2014 von Susanne Höbel, 2014 – 2019 von Helga Pfetsch. Seit 2019 ist Karen Nölle Präsidentin des Freundeskreises.

## Preise

### Helmut-M.-Braem-Übersetzerpreis
Mit dem Helmut-M.-Braem-Übersetzerpreis wird seit 1978 jedes zweite Jahr nach öffentlicher Ausschreibung die herausragende Übertragung eines Prosawerks ausgezeichnet. Die Preissumme von 12.000 Euro (Stand 2020) wird vom Freundeskreis über Spenden finanziert.
Preisträger:
Traugott König, Peter Urban, Eva Moldenhauer, Toni Kienlechner, Karin Kersten, Wilfried Böhringer, Karin Graf, Verena Reichel, Susanne Lange, Dieter E. Zimmer, Maralde Meyer-Minnemann, Marcus Ingendaay, Maria Carlsson, Helga van Beuningen, Manfred Allié, Michael Walter, Vera Bischitzky, Thomas Brovot, Hans-Christian Oeser, Frank Heibert, Olaf Kühl

### Christoph-Martin-Wieland-Übersetzerpreis
Mit diesem Preis wird seit 1979 jedes zweite Jahr nach öffentlicher Ausschreibung eine herausragende Übertragung in wechselnden Gattungen (Roman, Lyrik, Hörspiel, Essay u. a.) ausgezeichnet. Die Preissumme von 12.000 € wird vom Ministerium für Wissenschaft, Forschung und Kunst Baden-Württemberg bereitgestellt.
Bisherige Preisträger:
Fritz Vogelgsang, Heinz Riedt, Klaus Reichert, Karl Dedecius, Gerd Henniger, Renate Orth-Guttmann, Holger Fliessbach, Birgitta Kicherer, Berthold Zilly, Christa Schuenke, Maja Pflug, Frank Günther, Anke Caroline Burger, Petra Willim, Dorothea Trottenberg, Gisela Kraft, Burkhart Kroeber, Eike Schönfeld, Ulrich Pröfrock, Andreas Jandl und Frank Sievers, Eva Schweikart.

## Stipendien
Perewest-Stipendium
Neben den genannten Preisen vergibt der Freundeskreis alljährlich ein "Perewest-Stipendium" an Literaturübersetzer, die Werke aus slawischen Sprachen ins Deutsche übersetzen, für ein Arbeits- oder Reisevorhaben. Mit dem von der Perewest-Stiftung finanzierten Stipendium werden Übersetzer ausgezeichnet, die zum Zeitpunkt der Ausschreibung an einer anspruchsvollen Übersetzung arbeiten und für dieses Projekt einen Verlagsvertrag vorweisen können.
- 2019: Sophia Marzolff für ihre Übersetzung aus dem Tschechischen von: Markéta Pilátová, S Bat’ou v džungli und Alida Bremer für ihre Übersetzung aus dem Kroatischen von: Marko Pogačar, Zemlja, Zemlja
- 2018: Erwin Köstler für die Übersetzung aus dem Slowenischen von: Mojca Kumerdej, Kronosovažetev und Thomas Weiler für die Übersetzung aus dem Polnischen von: Elżbieta Palasz, Trzy, dwa, raz, Günter Grass
- 2017: Vera Bischitzky für die Neu-Übersetzung von Iwan Turgenjew: Aufzeichnungen eines Jägers und Martina Jakobson für die Übersetzung ausgewählter Gedichte von Nicolaj Sabolzkij
- 2016: Thomas Weiler für die Übersetzung aus dem Polnischen von Ziemowit Szczerek: Mordor.
- 2015: Olga Radetzkaja für die Übersetzung aus dem Russischen von Olga Slawnikowa: 2017.
- 2014: Lisa Palmes für die Übersetzung aus dem Polnischen von Joanna Bator: Dunkel, fast Nacht. Suhrkamp 2016
- 2013: Christiane Körner für die Übersetzung aus dem Russischen von Jawgeni Senkin: Ferdinand oder der Weg nach Bolschoje Kiwalowo.
- 2012: Uljana Wolf und Michael Zgodzay für die Übersetzung aus dem Polnischen von Eugeniusz Tkaczyszyn-Dycki: Tumor linguae. Gedichte. Edition Korrespondenzen, 2015
- 2011: Ines Baumgartl für ein Reiseprojekt zum Dichter und Rentierzüchter Jurij Vella, und Brigitte Döbert für die Übersetzung aus dem Serbischen von Bora Ćosić: Eine kurze Kindheit in Agram. Schöffling & Co.
- 2010: Bettina Kaibach für die Übersetzung aus dem Russischen von Isaak Babel: Mein Taubenschlag. Sämtliche Erzählungen.
- 2009: Eva Profousová für die Übersetzung us dem Tschechischen von Jáchym Topol: Die Teufelswerkstatt. Suhrkamp 2010
- 2008: Friederike Meltendorf, Reisestipendium für eine Recherche über russische Kinderliteratur
- 2003: Doreen Daume für eine Übersetzung aus dem Polnischen
- 2001: aufgeteilt zwischen Christiane Körner[2] und Barbara Lehmann

Stipendien für Baden-Württemberger
Literaturübersetzer mit dem Wohnsitz in Baden-Württemberg können sich beim Freundeskreis einmal jährlich im Frühjahr um Arbeitsstipendien bewerben. Sie werden durch das Ministerium für Wissenschaft, Forschung und Kunst Baden-Württemberg finanziert.

## Notizen
1. ↑  Perewest GmbH: gemeinnützige Gesellschaft zur Förderung von deutsch- bzw. slawischsprachigen Übersetzungen auf literarischem und geisteswissenschaftlichem Gebiet, Höhenweg 11, 82229 Seefeld-Hechendorf
2. ↑  siehe 2013